# پایگاه هوایی آبی ماتاوا
پایگاه هوایی آبی ماتاوا (به انگلیسی: Mattawa Water Aerodrome) یک فرودگاه خصوصی است که یک باند فرود آب دارد. این فرودگاه در کشور کانادا قرار دارد و در ارتفاع ۱۵۲ متری از سطح دریا واقع شده‌است.